# Кубок домашних наций 1898
Кубок домашних наций 1898 (англ. 1898 Home Nations Championship — Чемпионат домашних наций 1898) — 16-й в истории регби Кубок домашних наций, прародитель современного регбийного Кубка шести наций. Впервые турнир был проведён с февраля по апрель.
Второй год подряд титул победителя турнира не был присуждён никому по причине последствий прошлогоднего турнира: дисквалификация Артура Гаулда из сборной Уэльса вынудила команды Уэльса и Шотландии отменить поединок, победитель которого гарантированно выигрывал бы чемпионат. Перед отменой турнира на первом месте шла Англия, которую могла потеснить одна из двух команд.

## Таблица перед отменой турнира
| Место | Сборная   | Игры    | Игры   | Игры  | Игры      | Очки в матчах* | Очки в матчах* | Очки в матчах* | Очки в турнире** |
| Место | Сборная   | Сыграно | Победы | Ничьи | Проигрыши | Забито         | Пропущено      | Разница        | Очки в турнире** |
| ----- | --------- | ------- | ------ | ----- | --------- | -------------- | -------------- | -------------- | ---------------- |
| 1     | Англия    | 3       | 1      | 1     | 1         | 23             | 19             | +4             | 3                |
| 2     | Шотландия | 2       | 1      | 1     | 0         | 11             | 3              | +8             | 3                |
| 3     | Уэльс     | 2       | 1      | 0     | 1         | 18             | 17             | +1             | 2                |
| 4     | Ирландия  | 3       | 1      | 0     | 2         | 12             | 25             | −13            | 2                |

*В этом сезоне очки начислялись по следующим правилам: попытка — 3 очка, забитый после попытки гол — 2 очка, дроп-гол и гол с отметки — 4 очка, гол с пенальти — 3 очка.

**Два очка за победу, одно за ничью, ноль за поражение.

## Сыгранные матчи
- 5 февраля 1898, Ричмонд: Англия 6:9 Ирландия
- 19 февраля 1898, Белфаст: Ирландия 0:8 Шотландия
- 12 марта 1898, Эдинбург: Шотландия 3:3 Англия
- 12 марта 1898, Лимерик: Ирландия 3:11 Уэльс
- 2 апреля 1898, Лондон: Англия 14:7 Уэльс